# Мунайши
Мунайши́ (каз. Мұнайшы) — село у складі Каракіянського району Мангистауської області Казахстану. Адміністративний центр та єдиний населений пункт Мунайшинського сільського округу.
У радянські часи село називалося Новий Жетибай, до 2013 року мав статус селища.
Населення — 5209 осіб (2021; 4647 у 2009, 3065 у 1999, 3754 у 1989).